# Сюй Чунси
Сюй Чунси (кит.: 徐崇嗣; бл. 999 — після 1057) — китайський художник-пейзажист періоду Північної Сун.

## Життєпис
Походив з родини митців Сюй. Народився близько 999 року. Був онуком відомого художника Сюй Сі. Про його життя є лише уривчасті відомості. Навчався спочатку в батька Сюй Сісуня, потім розвинув власні техніки. Часто працював з братами Чунсюнєм і Чонджу.

## Творчість
Доробок становить 142 картини-сувої. Спочатку наслідував стилю діда — «се-і» (малювати ідею). Потім захопився стилем Хуан Цюаня — «гунбі» (ретельний пензель). Зрештою опанував і розвинув стиль «могу» (без кісток), коли малюнок створювався чорнилами та кольоровими мазками, без нанесення попередніх контурів зображення. Його власний стиль отримав назву могу-ту. Сприяв поширенню його при імператорському дворі.
Увійшов в коло визнаних майстрів хуа-няо (зображення квітів, комах, плодів, птахів, риб, кокони шовкопряда) першої половини епохи Північна Сун. Працював в жанрі шань-шуй.